# Jezioro Siemianowskie

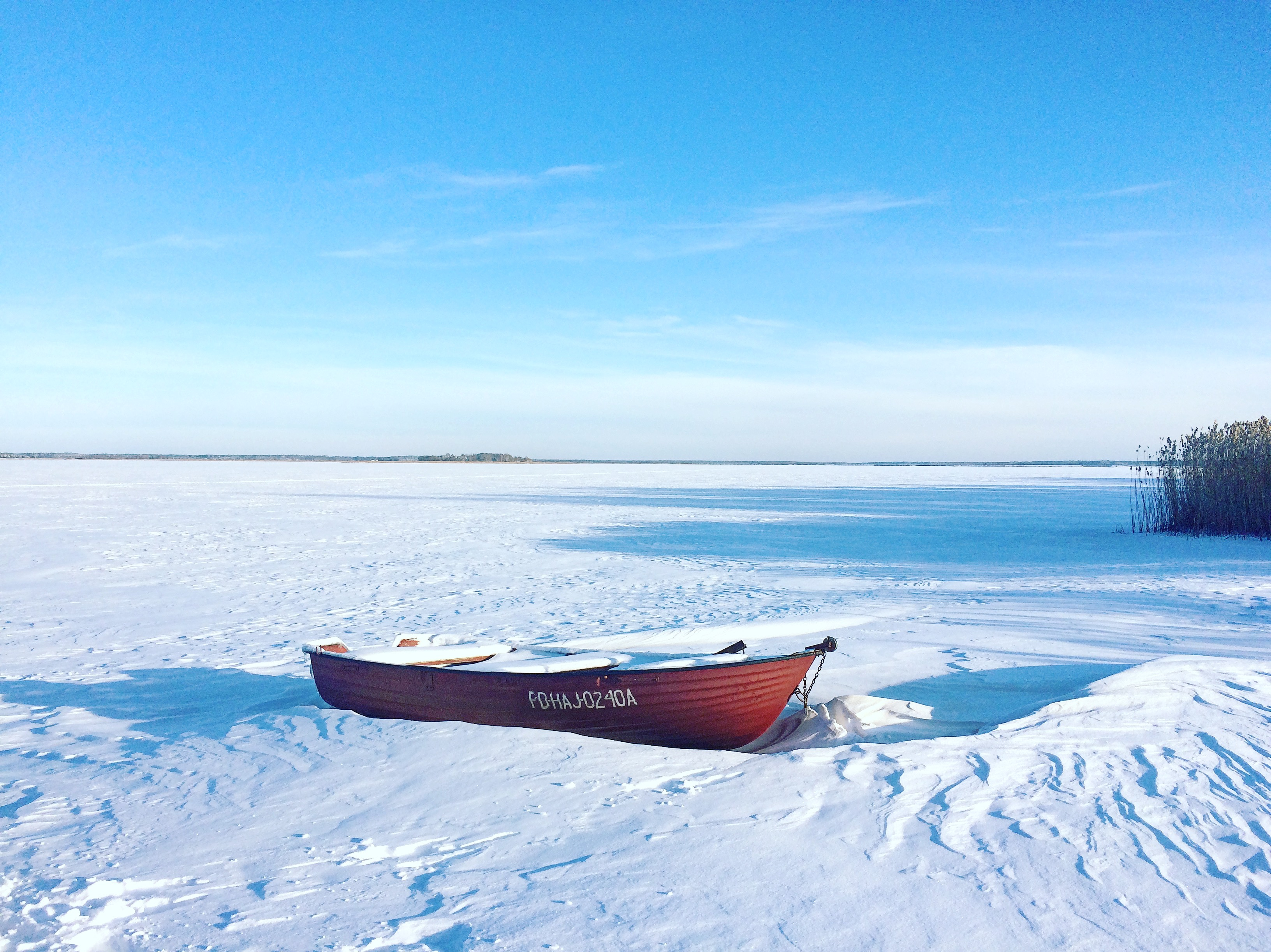
Jezioro Siemianowskie zimą

Jezioro Siemianowskie (Zalew Siemianówka) – zaporowy zbiornik wodny zlokalizowany w dolinie górnej Narwi w województwie podlaskim, bezpośrednio na północ od Puszczy Białowieskiej. Powstał w latach 1977−1990 w wyniku spiętrzenia wody zaporą ziemną zbudowaną w przewężeniu doliny w 367,38 kilometrze biegu rzeki w rejonie Łuka i Rybaki. Powierzchnia zlewni w tym przekroju wynosi 1094 km². Zbiornik znajduje się na terenie gmin Michałowo i Narewka – obszarze objętym projektem Zielonych Płuc Polski. Nazwa zbiornika (zalewu, jeziora) pochodzi od pobliskiej miejscowości Siemianówka.

## Dane zbiornika
Przy maksymalnym poziomie spiętrzenia 145,00 m n.p.m. zbiornik mieści 79,5 mln m³ wody zgromadzonych na powierzchni 32,5 km². Długość zalewu wynosi 11 km, szerokość od 0,8 km w rejonie zapory do 4,5 km w jego części środkowej, a średnia głębokość 3,5 m. Pojemność użytkowa zbiornika równa jest 62 mln m³. Przy spiętrzeniu minimalnym – na poziomie korony progu stałego budowli upustowej równym 142,30 m n.p.m. – powierzchnia zalewu wynosi 11,7 km², pojemność zbiornika 17,5 mln m³, a średnia głębokość 1,5 m.
Po poprowadzonej przez zbiornik grobli biegną dwie linie kolejoweː normalnotorowa z Siedlec i szerokotorowa z Chryzanowa. Grobla zaczyna się nieopodal Siemianówki, a kończy w okolicach Cisówki, gdzie tory przekraczają granicę i biegną dalej w stronę Świsłoczy.

## Rola zbiornika
Wybudowany zbiornik spełnia znaczącą rolę w gospodarce regionu. Do jego funkcji należą: zasilanie wodą w okresach niżówkowych Narwiańskiego Parku Narodowego na powierzchni ponad 20 tys. ha, nawadnianie ok. 6000 ha użytków rolnych w dolinie Narwi i ok. 7000 ha na obiekcie Bagno Wizna, wykorzystanie spiętrzenia dla celów energetycznych, prowadzenie zorganizowanej gospodarki rybackiej, rozwój turystyki i rekreacji. Zalew dostarcza każdego roku 15-30 ton ryb.
Powstała tutaj jedna ze scen filmu „Opowieści z Narnii: Lew, czarownica i stara szafa”, w której dzieci uciekają po zamarzniętym jeziorze Siemianówka przed Białą Czarownicą.